# بي بي باكدامن
مرقد بي بي باكدامن (الأردية: بی بی پاکدامن) هو مرقد لامرأة في مدينة لاهور عاصمة إقليم البنجاب في باكستان. يعتقد اكثرية الشيعة في باكستان بان هذا المرقد يضم قبور ستة من نساء من بينهم قبر رقية بنت علي بن ابي طالب، الإمام الأول للشيعة، وهي شقيقة عباس بن علي وزوجة مسلم بن عقيل، ويقال بأن باقي النساء هم أخوات وبنات مسلم بن عقيل. وقد جئن هؤلاء السيدات إلى هذه المنطقة بعد معركة كربلاء. ويعتقد لهؤلاء السيدات دور كبير في جلب الإسلام إلى جنوب آسيا والمنطقة.
بي بي باك دامن، في اللغة الأردية يعني «السيدة الطاهرة»، وهو الاسم الجماعي الذي يطلق علی هؤلاء السيدات الستة. 
وفي الوقت الراهن، يجري العمل في مشروع ترميم الضريح وتوسيعه، وقد أعلن رئيس دار الثقافة الإيرانية في لاهور في عام 2009 استعداد إيران للمساعدة في توسيع الضريح.